# J-Boog
J-Boog, nome d'arte di Jarell Damonte Houston (Los Angeles, 11 agosto 1985), è un cantante statunitense di genere R&B ex membro della B2K.
Il suo nome d'arte deriva dal soprannome con cui lo chiamava sua madre da bambino "Boogie" vista la sua grande propensione per il ballo, mentre la "J" è semplicemente l'iniziale del suo nome.
Houston nasce in California e si interessa al canto e al ballo fin dall'età di otto anni. Successivamente entra a far parte della B2K con la quale recita anche nel film SDF Street Dance Fighters. Nel 2004, dopo lo scioglimento della B2K inizia una carriera da solista. 
Attualmente Houston è sposato con Jondelle Michelle Lee con la quale ha due bambini inoltre la coppia ha annunciato di aspettare il terzo figlio. 
Il 5 gennaio 2010 Houston è stato arrestato per violenze domestiche nella sua casa a Los Angeles.